# Športni park Nova Gorica
Športni park Nova Gorica – wielofunkcyjny stadion w Novej Goricy, w Słowenii. Został otwarty w 1964 roku. Może pomieścić 3066 widzów. Na stadionie swoje spotkania rozgrywa drużyna ND Gorica.